# Revisionismo del Risorgimento nell'arte
Il revisionismo del Risorgimento nell'arte, inerente alle vicende dell'ex Regno delle Due Sicilie, ha trovato espressione in ambito letterario, cinematografico e musicale, attraverso un certo numero di opere e di autori che ne hanno veicolato idee e concetti.

## Letteratura

Ferdinando Russo

Un precursore della narrazione in controtendenza, se pur in forma poetica, degli avvenimenti precedenti e seguenti l'unificazione, è stato Ferdinando Russo. Giornalista de “Il Mattino” di Napoli, all'epoca diretto dal fondatore Edoardo Scarfoglio, Russo si dilettava nello scrivere “macchiette”, vale a dire nel tratteggiare caratteri tipici dell'ambiente partenopeo usando la poesia o la prosa, avendo in questa forma letteraria gli autorevoli esempio di Francesco De Bourcard e Giuseppe Gioacchino Belli per l'ambiente romano.
Lo scrittore napoletano dovette difendersi più volte in tribunale dall'accusa di vilipendio delle istituzioni, come racconta egli stesso in una delle sue opere, dato che i suoi personaggi esprimevano sovente critiche feroci contro lo stato di cose del tempo. La macchietta popolare “‘O pezzente ‘e San Gennaro” (Il pezzente di San Gennaro), pubblicata sul Mattino nel 1898, ad esempio, portò al sequestro del giornale su ordine del procuratore del re, in quanto il personaggio ritratto esprimeva sentimenti filoborbonici. Russo subì la perquisizione del proprio studio e fu mandato sotto processo. Dovette inoltre assistere alla comparsa di un articolo di fondo a firma di Scarfoglio, intitolato “Il terribile anarchico Ferdinando Russo”, in cui il direttore ne prendeva le difese.
Successivamente a questi avvenimenti, Russo scrisse altre due opere in versi, le quali tratteggiano dalla parte dei vinti le circostanze della morte di Ferdinando II, e le condizioni in cui versarono i soldati del disciolto esercito delle Due Sicilie dopo l'unificazione. La rilevanza di tali opere artistiche sotto il profilo storico deriva dal fatto che entrambe furono composte trasponendo in versi interviste realmente effettuate a testimoni delle vicende narrate.
Nella poesia del 1910 "'O Luciano d'o Rre" (Il Luciano del Re), Russo narra la vicenda dell'ultimo viaggio di Ferdinando II, avvenuto tra Napoli e Bari tra la fine di aprile e l'inizio di maggio del 1859, in occasione dell'arrivo nelle Due Sicilie di Maria Sofia di Baviera, promessa sposa di Francesco II. Le vicende vengono descritte attraverso la voce narrante di Luigi, uno dei quattro marinai che costituivano la guardia del corpo segreta del re, che molti anni dopo i fatti esercitava il mestiere di ostricaio. Nella poesia si racconta della vita di Santa Lucia negli anni precedenti l'unificazione come di un periodo di grande abbondanza e felicità per gli abitanti, dove anche nelle classi più umili si riusciva a provvedere senza sforzo ai bisogni della vita ed in generale si viveva una certa agiatezza. Si fa a tal proposito specifico riferimento al fatto che le famiglie avevano tutte di che dotare le ragazze che andavano in moglie, all'abbondanza di monete d'oro e d'argento in circolazione, ed alla virtuale assenza di tasse. Viene inoltre suggerito che la causa reale della morte di Ferdinando II, già ammalato, sia stata una tazza di cioccolata avvelenata fattagli bere dal vescovo di Ariano, monsignor Michele Caputo (che negli anni successivi all'unificazione fu Presidente Onorario dell'Associazione Clerico-Liberale Italiana di Napoli), presso il quale la comitiva reale si era rifugiata durante il viaggio per sfuggire al maltempo. Più avanti, viene sostenuto che l'entrata dei piemontesi, descritti come "senza neanche la camicia", a Napoli sarebbe avvenuta solo grazie ad una serie di tradimenti, e che una volta in città, essi avrebbero saccheggiato Palazzo Reale, sottraendo una gran quantità di beni. La poesia si conclude con una sprezzante descrizione delle condizioni in cui la "libertà" ha ridotto il popolo:
Tenimmo tutte 'a stessa malatia!
Simmo rummase tutte mmiezo 'e scale,
fora 'a lucanna d' 'a Pezzentaria!
Che me vuò di'? Ca simmo libberale?
E addò l'appuoie, sta sbafantaria?
Quanno figlieto chiagne e vo' magna,
cerca int' 'a sacca... e dalle 'a libbertà!»
(Ferdinando Russo)
Nell'opera "'O surdato 'e Gaeta" (Il soldato di Gaeta, 1919), Russo narra invece dell'incontro con il settantottenne Michele Migliaccio, un reduce dell'assedio del 1860-61, rimasto mutilato di un braccio a causa dello scoppio di una granata l'ultimo giorno dei combattimenti, e finito all'Albergo dei Poveri di Napoli. Nel racconto del soldato si ritrovano temi come il tradimento di diversi ufficiali dell'esercito come causa della disfatta; il coraggio dimostrato da Francesco II e da Maria Sofia durante l'assedio; e la spietatezza degli assedianti (e in particolare di Cialdini) sia nel rifiutare di accogliere gratuitamente i cavalli che morivano di fame nella fortezza, che nel continuare il bombardamento della piazza anche durante le trattative per la resa. I versi riportano un accenno alla sorte miserabile toccata ai reduci (cui in violazione degli accordi di capitolazione non fu erogata la paga pattuita) molti dei quali erano morti di fame o si erano ridotti a fare lavori umilissimi. La poesia si conclude con un'immagine di toccante dignità del soldato, che nasconde la medaglia al valore guadagnata a Gaeta sotto la giubba dell'Ospizio, dato che sarebbe stata disonorata dall'essere appuntata sulla divisa dei poveri.

## Teatro
A partire dal 2011, l'attore e cabarettista Paolo Caiazzo ha scritto e portato in scena in trasmissioni come Zelig e Made in Sud diversi monologhi sul tema, facendo uso della comicità per invitare ad una rilettura critica del periodo risorgimentale.

## Musica
Il revisionismo del Risorgimento trova espressione anche nella musica, infatti, sono numerosi gli artisti, che hanno affrontato, tematiche connesse alla formazione dello Stato italiano. Si può far menzione di: Eugenio Bennato, Edoardo Bennato, Valerio Minicillo, Mimmo Cavallo, Albano Carrisi, Eddy Napoli, Federico Salvatore, Riccardo Pazzaglia gli Stormy Six,l'altroparlante ( Gino Magurno viene soprannominato l'altroparlante ) Modena City Ramblers i Musicanova, Teresa De Sio, La banda Kalafro e molti altri . Eugenio Bennato ha scritto varie canzoni fra cui Ninco Nanco, Grande Sud, Il sorriso di Michela e Brigante se more e altri; Edoardo Bennato ha scritto C'era un re e altre canzoni; Valerio Minicillo ha scritto L'aquila, Questione meridionale, Se tornasse Ferdinando e altre canzoni; Mimmo Cavallo ha scritto Siamo briganti, Fora Savoia!, Garibardo e altre; Riccardo Pazzaglia ha scritto Ritornati dal passato, una canzone sulle note dell'inno del Regno delle Due Sicilie; Eddy Napoli ha scritto Malaunità e altri; Federico Salvatore ha scritto il monumento. I stormy six hanno fatto Tre contadini di Venosa  , Pontelandolfo e altri. Gli Altroparlante hanno fatto La storia Capovolta e altri, I Modena city Ramblers hanno fatto  La guerr d'l barot , i Musicanova hanno fatto Vulesse addeventare nu brigante Il cammino del brigante,
Il brigante Carmine Crocco  e altre canzoni, Teresa de Sio ha fatto Sacco e Fuoco, i kalafro hanno fatto Atterrite queste popolazioni, Briganti e molto altro.